# Duktiga män och kvinnor
Duktiga män och kvinnor är en bok av Lena Andersson, utgiven 2001.